# サクラノ刻
『サクラノ刻 -櫻の森の下を歩む-』（サクラノとき さくらのもりのしたをあゆむ）は、枕より2023年2月24日に発売された18禁恋愛アドベンチャーゲーム。2015年に発売した『サクラノ詩 -櫻の森の上を舞う-』の続編である。

## 概要
前作が発売から2年、2017年7月28日に続編『サクラノ刻 -櫻の森の下を歩む-』の情報を解禁された。2021年9月10日第I章体験版も公開され、翌年のエイプリルフールに発売日が2022年11月25日に決定と発表されたが、二度も延期され、2023年2月24日に発売された。
前作と比べて、ゲームエンジンがArtemis Engineに変更され、解像度もフルHDに進化した。

## 登場人物
（出典：）
- 草薙 直哉（）
- 夏目 圭（）
- 夏目 藍（）
- 本間 心鈴（）
- 鳥谷 静流（）
- 中村 麗華（）
- 鳥谷 真琴（）
- 鳥谷 紗希（）
- 咲崎 桜子（）
- 栗山 奈津子（）
- 氷川 ルリヲ（）
- 川内野 鈴菜（）
- 恩田 寧（）
- 柊 ノノ未（）
- 御桜 稟（）
- 夏目 雫（）
- 長山 香奈（）
- 草薙 健一郎（）
- マーティ・フリッドマン
- 本間 礼次郎（）
- 恩田 放哉（）
- 宮崎 破戒（） / 恩田 長三郎（）
- タキザワ・トーマス・ネーゲル・ジュンペー

## スタッフ
（出典：）
- 原案・企画・シナリオ：すかぢ

- 原画：いぬきら、籠目、基4

- 音楽：松本文紀 他

## 主題歌
（出典：）
- オープニング「刻ト詩」：作詞 - すかぢ / 作曲・編曲 - 松本文紀 / 歌唱 - Luna / 動画 - 癸乙夜[Mju:Z]

## 反響
本作は萌えゲーアワード2023で大賞、ベストヒロイン賞（夏目藍）、ユーザー支持賞、シナリオ賞、グラフィック賞、エロゲ屋さん賞を獲得した。 また、Getchu.com主催の美少女ゲーム大賞2023においても、総合部門1位、シナリオ部門1位、グラフィック部門3位、ミュージック部門1位、ムービー部門4位、キャラクター部門2位（本間心鈴）と8位（夏目藍）を獲得した。